# Riserva naturale Montauto
La riserva naturale Montauto è un'area naturale protetta che si estende all'estremità meridionale del comune di Manciano, in provincia di Grosseto, nell'area in cui sorge la Rocca di Montauto, che si ricongiunge in territorio laziale all'Oasi di Vulci.
La riserva è stata istituita nel 1996 e occupa una superficie di 199 ettari.

## Storia
La riserva naturale provinciale Montauto è stata istituita con Delibera C.P. n° 16 del 27.02.1996.

## Territorio
La Riserva occupa una superficie di 199 ettari. Parte dell'area è proprietà Enel che ha realizzato un invaso lungo il corso del fiume nei pressi della necropoli etrusca di Vulci. In territorio laziale al confine con la Riserva è stata istituita dal WWF un'oasi faunistica.
La Riserva comprende un tratto del Fiume Fiora che segna il confine fra Toscana e Lazio. Il paesaggio risulta addolcito rispetto a quello a monte, con alveo ampio e ghiaioso anse dolci e corrente lenta.

## Comuni
La Riserva interessa il Comune di Manciano nella parte meridionale della Provincia di Grosseto al confine con quella di Viterbo.

## Fauna
La fauna ittica annovera specie di acqua dolce come il cagnetto, il vairone, il cavedano, il luccio. L'avifauna è rappresentata sia da specie acquatiche particolarmente protette dalla Legge Nazionale 157/92 come aironi e limicoli (aironi, nitticore, pittima, sgarze, cavaliere d'Italia), che da mammiferi come la donnola, la puzzola, la faina, il cinghiale. La volpe, il capriolo, l'istrice.
Fra l'avifauna presente riscontriamo l'albanella reale, sparviero, poiana, gheppio, falco pescatore, barbagianni, assiolo, civetta, fagiano, martin pescatore. Importante inoltre la presenza del gambero di fiume (Austropotamobius pallipes), l'Apatura ilia, lepidottero raro e localizzato in Toscana, e la testuggine comune (Testudo hermanni).

## Flora
La vegetazione è rappresentata da diversi tipi vegetazionali. 
- Vegetazione igrofila erbacea a dominanza di Thypha sp., Aalisma plantago-acquatica, Lemna minor, Veronica anagallis, Menta acquatica, Juncus acutus, Ranunculus repens;
- Formazioni ripariali con Salix purpurea, Salix eleagnos, Salix alba, Ulmus minor, Populus nigra, Populus alba, Alnus glutinosa, Fraxinus oxycarpa; *Boschi di caducifoglie eliofile con Quercus cerris, Quercus ilex, Spartium junceum, Prunus spinosa, Crategus monogyna, e Rosa sempervirens;
- Coltivi con seminativi asciutti;
- Arbusteti a dominanza di Spartium junceum.

È presente un'area di cava abbandonata con specie erbacee ricolonizzatrici.